# 1917 у літературі

## Нагороди
- Нобелівську премію з літератури було присуджено двом данським письменникам: Генріку Понтоппідану і Карлу Адольфу Г'єллерупу.

## Народились
- Абдельмунім ар-Ріфаї
- Аліса Екка
- Аметов Джевдет Рамазанович
- Амір Гільбоа
- Анна Марлі
- Артур Кларк
- Аугусто Роа Бастос
- Байрамукова Халімат Башчиївна
- Белтон Янгблад Купер
- Бернасовська Вікторія Петрівна
- Будницька Єва Матвіївна
- Василь Чалай
- Власенко-Бойцун Анна
- Воловик Михайло Якович
- Волович Хава Володимирівна
- Гарасевич Андрій
- Генріх Белль
- Гонсало Рохас
- Григорович Михайло Якович
- Гуревич Георгій Йосипович
- Ґвендолін Брукс
- Данилов Семен Петрович
- Даніель Мруз
- Дейв Волліс
- Джантрі Сірібоонрод
- Джек Кірбі
- Джойс Чен (кухар)
- Дрозд Алевтина Іванівна
- Діана Атілл
- Ентоні Берджес
- Ервін Аксер
- Ерик Гобсбаум
- Жан-Луї Кюртіс
- Зозе Євген
- Зузанна Ґінчанка
- Івакін Юрій Олексійович
- Івасюк Михайло Григорович
- Калиненко Ігор
- Карастоянова Лілія Олександрівна
- Карлос Мартінес Морено
- Карпенко-Криниця Петро
- Карсон Маккалерс
- Кашин Володимир Леонідович
- Кетрін Грем
- Клара Біхарі
- Клівленд Еморі
- Клінтон Россітер
- Клод Сеньйоль
- Кротков Юрій Васильович
- Кузьмович Ольга
- Кулієв Кайсин Шувайович
- Куліш Володимир Миколайович
- Левицький Леонід Миколайович
- Леонора Керрінгтон
- Лончина Богдан Васильович
- Лорі Ааронс
- Львов Михайло Давидович
- Магда Сабо
- Мак Диздар
- Мак Рейнольдс
- Мальцев Єлизар
- Мануел Феррейра
- Мігель Серрано
- Міклош Гімеш
- Міша Лев
- Мусина Кокаларі
- Мухітдінов Нуритдін Акрамович
- Нур Мухаммед Таракі
- Панченко Пимен Омелянович
- Патрус-Карпатський Андрій Михайлович
- Плоткін Григорій Давидович
- Познанська Марія Авакумівна
- Поль Андреота
- Прокіпчак Іван
- П'янков Володимир Олександрович
- Рашидов Шараф Рашидович
- Роберт Блох
- Рогір ван Арде
- Рохус Міш
- Русиневич Костянтин Володимирович
- Рут Парк
- Самійленко Микола Омелянович
- Сивіцький Микола Костьович
- Сідні Джастін Гарріс
- Сідні Шелдон
- Станіслав Місаковський
- Стефан Ессель
- Стіґ Шедін
- Тарнавський Остап Давидович
- Тесленко Костянтин Макарович
- Тудор Гречану
- Федоров Іван Пилипович
- Франсіс Лемарк
- Х.Б. Яссін
- Хуан Рульфо
- Цвігун Семен Кузьмич
- Цвіркунов Василь Васильович
- Цибульський Павло Данилович
- Черносвітов Володимир Михайлович
- Шалімов Олександр Іванович
- Шнайдерман Борис Соломонович
- Юн Дончжу
- Юсуф ас-Сібаї
- Ющенко Олекса Якович
- Янка Бриль

## Померли
- Адрієн Бертран
- Антоніна Доманська
- Бер Борохов
- Блінов Микола Миколайович
- Богданович Максим Адамович
- Борис Дранґов
- Веселовський Ярослав
- Віктор Кресеску
- Віктор Тіссо
- Вінцковський Дмитро Іванович
- Діброва Іван
- Каценельсон Ієгуда Лейб Ізраїлевич
- Корла Август Фідлер
- Лі Джунйон
- Ліліуокалані
- Людвік Заменгоф
- Менделе Мойхер-Сфорім
- Октав Мірбо
- Олесницький Євген Григорович
- Отто Клаувель
- Станіслав Тарновський
- Титу Майореску
- Хосе Енріке Родо
- Юлюс Яноніс
- Янез Крек